# Tigers-ai
Tigers-ai（タイガース アイ）は、阪神甲子園球場や京セラドーム大阪で開催されるプロ野球・阪神タイガースの試合映像を多方面に配信している組織である。阪神電気鉄道の子会社、阪神コンテンツリンクが運営している。

## 概要
Tigers-aiは、阪神タイガース主催ゲームの映像を制作する。阪神タイガースは、強力な資本関係でつながった放送局を持たないゆえに、他の放送事業者に依存しなくても自前で制作著作した映像を獲得する事が、運営上の大きな使命となっている。
とはいえ、在阪準キー局をはじめとした他の放送事業者の側にも、他のテレビ局系列に依存する事なく、阪神タイガースの映像を試合中継・ニュース映像やスポーツバラエティに活用したい、という需要は組織設立当初より見込まれていた。現在では衛星放送（BSはNHK BS1、CSはスカイAとGAORA）とインターネット動画配信（阪神タイガースLive!、虎テレ、DAZN、インターネットプロバイダーの Tigers-net.com）、それに各テレビ局で放送されるスポーツニュースの素材にも使われている。また、当然ながら阪神主催試合での場内ビジョンの映像も、Tigers-aiが制作した映像を使用する場合がほとんどである。
地上波の野球中継と比べるとカメラの台数が少なく（甲子園では5台体制）、カメラ位置も独特なものになっている（NHK BS1の中継では独自にバックネット裏放送席とライト側バックスクリーン横にカメラを設けており、その映像を織り交ぜて放送している）。
なお、京セラドーム大阪での主催試合も制作しているが、カメラ配置等の関係上、地上波が在阪民放局と兵庫県のサンテレビによる並行中継の場合は、Tigers-aiによる中継はできない。ただし、近年はNHK以外の在阪局（地上波）とサンテレビの並行中継は生中継ではほとんど行われなくなった。それ以外の地方球場では長くTigers-ai制作の対象外であったが、2008年 滋賀県・皇子山球場での主催オープン戦（対西武戦）を制作し、びわ湖放送（試合の主催者だったが自社制作は行わず）、テレビ大阪に配信した。公式戦においても2009年や2013年の倉敷マスカットスタジアムや、2013年7月9・10日の沖縄セルラースタジアム那覇 で行った主催試合をスカイ・A、GAORAに配信した事例がある。
2012年より虎テレ（2015年まではスマートフォン向け、2016年キャンプ中継よりPC向け配信開始）での阪神主催全試合生配信およびスカイ・Aでの全試合中継が行われるようになった（スカイ・Aでの全試合中継は2013〜2015年シーズン）ため、地方球場や巨人戦でもTigers-aiによる実況が行われるようになった。このころから、朝日放送テレビが製作を担当する試合日（主に水・日曜）のスカイA、毎日放送テレビが製作を担当する試合日（曜日不定だが、特に金曜日が多い）のGAORAでの生中継（まれに入れ替えてABC-TVとGAORA、MBS-TVとスカイAの組み合わせでの生放送あり）が行われる場合でも、原則的にはTigers-ai配給の映像・独自の実況がそのまま放送されるようになった（但し、ABC-TV、BS朝日が並列中継する場合は、映像は3社で共有しながら、それぞれのチャンネルで実況を差し替えるパターンも存在する）。
NHK BS1では2007年から、BSデジタル放送において野球中継を16:9のワイド画面で放送しているため、これまでBSデジタルハイビジョンのみ実施していたハイビジョン制作による中継が増加した（2010年までは標準画質での放送）。スカイAやGAORAの中継分も、スカパー!（東経124/128度CS）ではHD放送サービス「スカパー!HD」（現:スカパー!プレミアムサービス）にて、スカイ・Aでは2009年5月1日開始、GAORAでも同年10月1日に開始した。スカパー!（東経110度CS）でのハイビジョン放送はスカイA、GAORAとも2012年12月1日開始した。また、スポーツニュース用の映像は2009年からハイビジョン画質で配信されている。
ウエスタン・リーグの阪神戦についても阪神鳴尾浜球場や、阪神甲子園球場などで開催される一部試合を、CS放送向けに制作（スカイ・AやGAORAとの共同制作）、2014年以降は虎テレ（2015年4月21日より鳴尾浜球場の全試合で実施されているバックネット裏カメラの映像配信とは並行して実施）にも配信されている。また、2011年4月15日〜17日に東日本大震災の影響でクリネックススタジアム宮城から甲子園に移して開催された「東北楽天ゴールデンイーグルス×オリックス・バファローズ」の公式映像ならびにスカイ・A向けの中継映像を、TCPからの委託扱いで制作した（クレジット上はTCP制作扱い）。2012年の甲子園での主催試合は当初の予定どおりの開催だったため通常通りTCPが直接制作して放送した。
在阪局では、NHK・毎日放送・関西テレビ・読売テレビ・テレビ大阪がニュース素材としてTigers-aiから購入している（自局での中継制作がない試合のみ購入）。朝日放送テレビでは野球中継で提携しているサンテレビの映像を主に使用している（サンテレビでの中継制作がない日はTigers-aiから購入する）。なおサンテレビでは、1度だけ2003年に朝日放送制作で中継する予定の阪神戦が急遽放送できなくなり、その代わりとしてTigers-aiの映像を使った自社制作による中継が行われたことがある。関西テレビでタイガースホームゲームが放送された時はフジテレビONEのプロ野球ニュースやすぽると!では関西テレビの映像を使用する。
2013年からはNOTTV（2016年6月30日閉局）とパ・リーグTVへ一部試合が、2018年からはDAZNへ阪神主催全試合がそれぞれ配信されている。なお、NOTTV、パ・リーグTV、DAZN、虎テレでは、スカイ・AやGAORAではCMが放送されている時間も、球場内の映像が放送されている。
2016年7月18日・2017年9月12日・2018年4月20日・2019年7月9日 の対巨人戦では、在阪局系や在京キー局系のCS放送が権利を購入しなかったため、テレ朝チャンネル2がTigers-aiから実況ごと購入して放送した。また2016年8月13日の対中日戦では、BS-TBSがTigers-aiの映像をメインにTBSテレビが自社制作で放送し（解説:槙原寛己、実況:小笠原亘TBSテレビアナウンサー）、製作面では毎日放送は表面上は協力局としてクレジットされず（ノンクレジット扱いでの協力の有無は不明）、製作著作として「Tigers-ai・TBSテレビ」がクレジットされた(当日の地上波中継はサンテレビが三重テレビとの2局ネットで放送)。
2018年6月10日の交流戦の対ロッテ戦のBS朝日の中継は、BS朝日制作著作・朝日放送テレビ・関西東通制作協力で、朝日放送テレビのアナウンサーと解説者で放送したが、スコア表示がそのまま入ったTigers-aiの映像を使用した（地上波・朝日放送テレビとの別実況による並列放送）。これ以降地上波が、朝日放送テレビでの放送時（10月9日の対巨人戦のBS単独放送、2019年7月7日の対広島戦の地上波が朝日放送テレビ・サンテレビ共同制作でのサンテレビで放送時も同様）でも同様の中継体制で放送されている。

## 出演者

### 解説
- 上田二朗（2012年 - ）
- 岡義朗（2012年 - ）サンテレビ解説者
- 濱中治（2012年 - 2014年、2020年 - ）ABCテレビ・ABCラジオ・サンテレビ解説者
- 湯舟敏郎（2015年 - ）ABCラジオ・サンテレビ解説者
- 黒田正宏（2015年 - ）
- 野口寿浩（2016年、2019年 - ）J SPORTS・DAZN解説者
- 狩野恵輔（2018年 - ）MBSテレビ・MBSラジオ解説者
- 井川慶（2021年 - ）サンテレビ解説者
- 岩田稔（2022年 - ）関西テレビ解説者
- 福原忍（2025年 - ）
  - 2025年3月9日の対読売戦で解説デビュー。
- 秋山拓巳（2025年 - ）関西テレビ解説者

主に巨人戦のみ
- 下柳剛
- 真弓明信
- 掛布雅之（2013年 - 2015年、2018年 - ）
- 矢野燿大（2023年 - ）
- 糸井嘉男（2023年 - ）

過去の解説
- 石井晶
- 柏原純一
- 平塚克洋
- 大熊忠義（ - 2020年）
- 工藤一彦（ - 2020年）
- 安藤統男（ - 2022年）
- 佐野慈紀（2010年 - 2018年）
- 藤本敦士（2014年）
- 久慈照嘉（2014年 - 2015年）
- 岡田彰布（2015年 - 2021年）
- 川相昌弘（2021年）
- 香田勲男（2021年）
  - 2021年7月12日の対横浜戦で解説デビュー。
- 高代延博（2021年 - 2022年）
- 上本博紀（2021年 - 2022年）
- 俊介（2022年 - 2024年）
- 金村暁（2023年 - 2024年）

主に巨人戦のみ
- 今成亮太（2020年3月7日ゲスト、2023年3月10日）
- 緒方孝市（2022年7月13日）
- 川上憲伸（2022年9月4日）
- 能見篤史（2023年4月26日）
- 福留孝介（2023年5月28日、2025年7月2日）
- 福本豊（2024年4月17日）
- 松中信彦（2024年7月31日）
- 久保康友（2024年9月22日）
- 今岡真訪（2025年3月8日）
- 小笠原道大（2025年5月20日）
- 里崎智也（2025年5月21日）
- 谷繁元信（2025年7月3日）

### 実況
- 寺西裕一　元KBS京都
  - 土曜日は競馬、日曜日はサッカーを実況しているため主に平日担当。
- 中井雅之（2010年 - ）元ラジオ大阪
- 村田匡輝（2016年 - ）
  - 2017年まではネット配信のみ、2018年からはCS放送も担当。

過去の担当
- 庄司正樹　元エフエム山陰
- 桐山隆（ - 2018年）元南日本放送
  - サンテレビ「サンテレビボックス席」と兼務していた時期があった。
  - 2014年から平日はリポーター、週末は実況を中心に担当していた。
- 堀江良信（2015年 - 2019年）
  - 2015年5月27日の対楽天戦で実況デビュー。
- 楠淳生（2018年 - 2021年）元朝日放送

### リポーター
- 桐山隆
- 村田匡輝（2014年 - ）
- 山本大喜（2022年 - ）
- 三宅秀一郎（2022年 - ）
  - 中央競馬開催日はMBSラジオ製作（土曜日は委託制作でラジオ関西が受託放送）の実況をしているため主に平日担当。

過去の担当
- 藤原美佳
- 奥田理絵
- 北本誠
- 中願寺香織（ピンチヒッター）
- 三宅きみひと（ - 2011年）
  - 兵庫県競馬組合アナウンサーを兼務しており、2011年から主に週末担当。その週末もスカパー!でサッカー実況をしており、2012年から日曜日にOBCドラマティック競馬を担当するようになり、出演しなくなった。
- 土井麻由実（ - 2013年）
- 奥田有貴子（ - 2013年）
- 堀江良信（2015年 - 2019年）
- 楠淳生（2018年 - 2021年）

## 注
1. ↑  ただし、親会社の阪神電気鉄道は朝日放送グループホールディングス、ラジオ大阪、スカイA、GAORAに出資している。また、阪神電気鉄道社長藤原崇起は毎日放送の社外取締役にも就任している。さらに阪神電気鉄道の親会社である阪急阪神ホールディングスは関西テレビ放送を傘下に持つので放送局とまったく無関係ではない。
2. ↑  2010年まではBSデジタルハイビジョン（2011年3月31日廃局）でも中継
3. ↑  基本的にどちらか一方のチャンネルが生放送し、もう一方は試合終了後にNEARLIVE方式=撮って出しによる録画中継（実質再放送）である。ただし、朝日放送テレビ（ABC）で地上波中継が行われる日のスカイAはABCの放送を、毎日放送で地上波中継が行われる日のGAORAは毎日放送の放送をそのまま放送することもある。また、両局が同時間帯に同じ試合の再放送をすることもある。当組織が確立されるまでは、基本はサンテレビボックス席をサンテレビジョンから同時中継し、水・日曜日に朝日放送テレビが放送（サンテレビボックス席としての完全中継・リレー中継も含む）があれば双方ともABC-TV配給のものをネット、MBSテレビが生中継していればMBS直系のGAORAでMBSと同じ内容を生放送し、スカイAはSUNとの並列放送であればそちらを録画中継していた。
4. ↑  阪神タイガースLive!は毎日放送が運営しており、中継を視聴する場合は有料会員制となっていたが2006年限りで終了した（詳細当該項参照）。またTigers-net.comでは会員専用の中継ページがあり、同プロバイダーの会員であれば試合の映像を無料で視聴できる。ブロードバンド対応コース（ADSL・Bフレッツ）では画像320×240、512kbpsでライブ中継と録画中継を楽しめる。ナローバンド対応コース（ダイヤルアップ、フレッツISDN、モバイル）は画像160×120、50kbpsのライブ中継のみ利用できる。対象は巨人戦以外の甲子園での主催ゲーム年50試合前後。
5. ↑  この場合、スカイA（朝日放送テレビが中継する試合を除く)とGAORA(毎日放送が中継する一部試合を除く）はサンテレビからネットを受けるが、サンテレビ単独中継の場合はTigers-aiで制作しない日もある
6. ↑  この時は琉球放送・毎日放送が技術協力という形で参加しており、琉球放送も7月10日の第2戦をTigets-ai配給映像を利用して自社制作中継している
7. ↑  地上波は、サンテレビが三重テレビとの2局ネット、BS放送は、NHK BS1が各々生中継で放送、当日は関西テレビでも放送されたが、ゴールデンタイムに『2016 FNSうたの夏まつり』（フジテレビ制作）が編成された関係で生中継が不可能となり、当日深夜に録画中継で放送した。
8. 1 2  地上波は、関西テレビ、BS放送は、NHK BS1が各々放送。
9. ↑  地上波は、サンテレビ、BS放送は、NHK BS1が各々放送。